# Saint-Jean-sur-Erve
Pour les articles homonymes, voir Saint-Jean.
Saint-Jean-sur-Erve est une ancienne commune française, située dans le département de la Mayenne en région Pays de la Loire, devenue le 1er janvier 2017 une commune déléguée au sein de la commune nouvelle de Blandouet-Saint Jean.
Elle est peuplée de 375 habitants.
La commune fait partie de la province historique du Maine, et se situe dans le Bas-Maine.

## Géographie
| Saint-Léger (par un angle) | Sainte-Suzanne-et-Chammes (Chammes) | Blandouet (ancienne commune)  |
| Vaiges                     | Saint-Jean-sur-Erve                 | Saint-Denis-d'Orques (Sarthe) |
| Saint-Pierre-sur-Erve      | Saint-Pierre-sur-Erve               | Thorigné-en-Charnie           |

## Histoire

### Guerre de 1870-71, combat du 15 janvier 1871
À Saint-Jean-sur-Erve, le 15 janvier 1871, le 16e corps de l'Armée de la Loire, commandé par le vice-amiral Jauréguiberry livre un combat contre l'armée prussienne sur les hauteurs dominant le village. Les 6 000 soldats français, disposés au-dessus du village de Saint-Jean, sur un front allant de l'Épine jusqu'à la Jagaisière, réussirent à retarder l'avancée d'un détachement que dirigeait le général von Schmidt (de),.

### Le chemin de fer
Saint-Jean-sur-Erve était desservie par la ligne de chemin de fer départemental reliant Laval à Saint-Jean-sur-Erve. Cette ligne fut ouverte à l'exploitation le 8 mai 1900. À partir du 8 novembre 1934, le service fut transféré sur route. En 1935, seuls vingt-quatre trains spéciaux circulèrent sur la ligne qui fut définitivement fermé le 1er mai 1935.
En 1902, la gare de Saint-Jean-sur-Erve avait accueilli 7 149 voyageurs. La halte de Vaubrenon, située dans la commune, avait accueilli 674 voyageurs cette même année, ce qui en faisait la gare la moins fréquentée de la ligne.
Saint-Jean-sur-Erve était également desservie par la section de Saint-Denis-d'Orques à Saint-Jean-sur-Erve, prolongement de la ligne du Mans à Saint-Denis-d'Orques des Tramways de la Sarthe. Cette section fut fermée le 31 décembre 1933.

### Fusion
Le 1er janvier 2017, Saint-Jean-sur-Erve intègre avec Blandouet  la commune de Blandouet-Saint Jean créée sous le régime juridique des communes nouvelles instauré par la loi no 2010-1563 du 16 décembre 2010 de réforme des collectivités territoriales. Les communes de Blandouet et Saint-Jean-sur-Erve deviennent des communes déléguées et Saint-Jean-sur-Erve est le chef-lieu de la commune nouvelle.

## Politique et administration

### Jumelages
Sulzheim (Allemagne) depuis 1967. Le jumelage du canton de Sainte-Suzanne / communauté de communes d'Erve et Charnie, avec Sulzheim (Rhénanie-Palatinat) a été initié en 1966 par Victor Julien, conseiller général, maire de Thorigné-en-Charnie, et Adam Becker, dans la famille duquel Victor Julien avait été prisonnier de guerre de 1940 à 1945.

## Population et société

### Démographie
L'évolution du nombre d'habitants est connue à travers les recensements de la population effectués dans la commune depuis 1793. À partir du 1er janvier 2009, les populations légales des communes sont publiées annuellement dans le cadre d'un recensement qui repose désormais sur une collecte d'information annuelle, concernant successivement tous les territoires communaux au cours d'une période de cinq ans. 
Pour les communes de moins de 10 000 habitants, une enquête de recensement portant sur toute la population est réalisée tous les cinq ans, les populations légales des années intermédiaires étant quant à elles estimées par interpolation ou extrapolation. Pour la commune, le premier recensement exhaustif entrant dans le cadre du nouveau dispositif a été réalisé en 2007,.
En 2021, la commune comptait 375 habitants, en évolution de −14,38 % par rapport à 2015 (Mayenne : +0,72 %, France hors Mayotte : +2,49 %).
| 1793 | 1800 | 1806 | 1821 | 1831  | 1836  | 1841  | 1846  | 1851  |
| ---- | ---- | ---- | ---- | ----- | ----- | ----- | ----- | ----- |
| 806  | 754  | 842  | 921  | 1 003 | 1 048 | 1 190 | 1 239 | 1 196 |

| 1856  | 1861  | 1866  | 1872  | 1876  | 1881 | 1886 | 1891 | 1896 |
| ----- | ----- | ----- | ----- | ----- | ---- | ---- | ---- | ---- |
| 1 182 | 1 184 | 1 195 | 1 110 | 1 100 | 949  | 928  | 945  | 932  |

| 1901 | 1906 | 1911 | 1921 | 1926 | 1931 | 1936 | 1946 | 1954 |
| ---- | ---- | ---- | ---- | ---- | ---- | ---- | ---- | ---- |
| 913  | 895  | 909  | 791  | 757  | 774  | 749  | 718  | 646  |

| 1962 | 1968 | 1975 | 1982 | 1990 | 1999 | 2007 | 2011 | 2016 |
| ---- | ---- | ---- | ---- | ---- | ---- | ---- | ---- | ---- |
| 631  | 565  | 523  | 486  | 428  | 420  | 489  | 465  | 427  |

| 2019 | - | - | - | - | - | - | - | - |
| ---- | - | - | - | - | - | - | - | - |
| 386  | - | - | - | - | - | - | - | - |

### Activité, label et manifestations

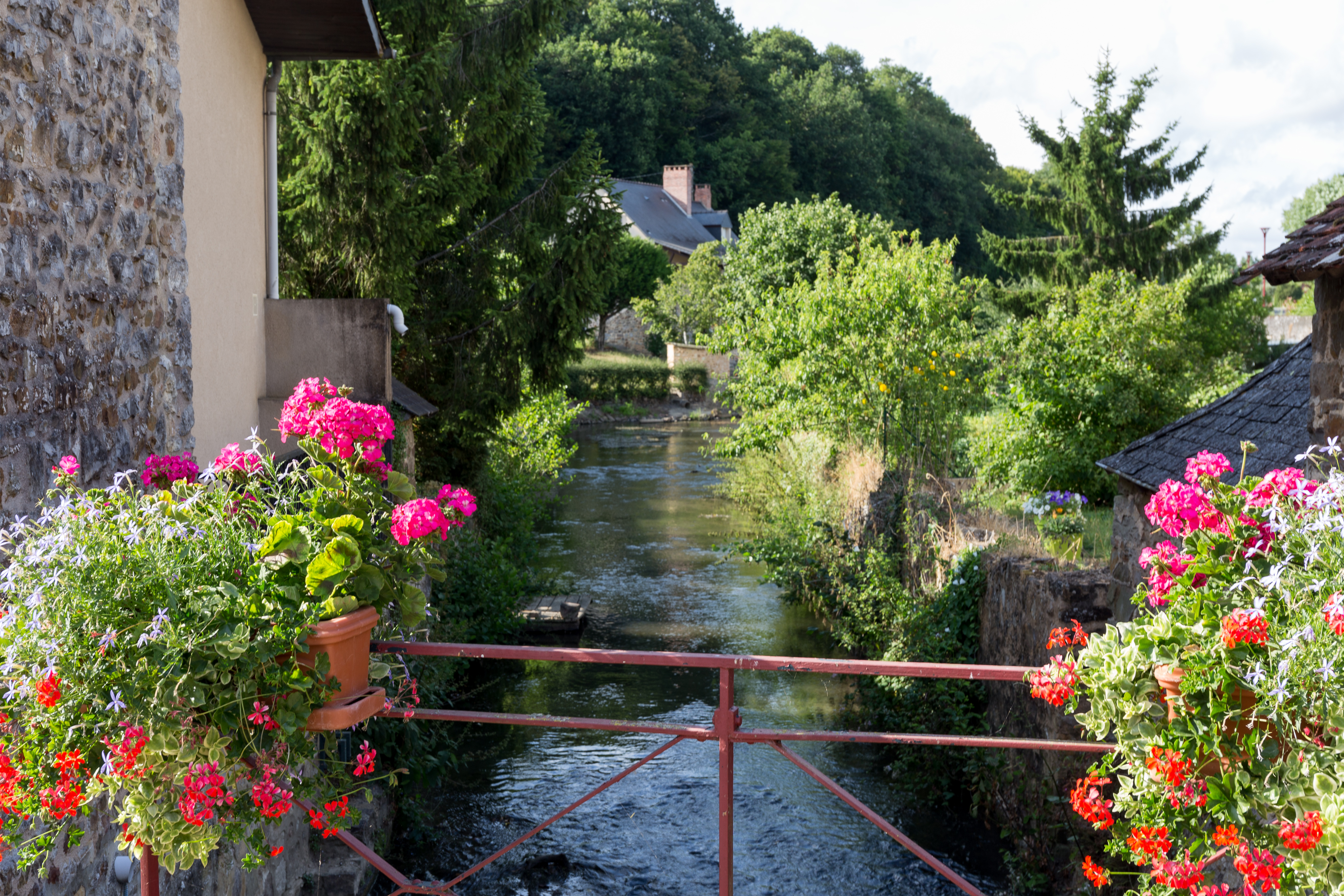
Pont fleuri sur l'Erve.

#### Label
La commune est un village fleuri (deux fleurs) au concours des villes et villages fleuris.

## Culture locale et patrimoine

### Lieux et monuments
- L'hôtel de la Boule d'Or. Cet ancien hôtel est transformé en « maison-musée » par l'artiste canadienne Jill Culiner (en) qui y habite depuis 1996. Outre les « Mises en boîtes » de l'artiste, on peut y voir, dans l'ancienne salle de restaurant, une série de dix peintures datant de 1914 signées EZINED[17]. Chaque année, il est possible de visiter l'hôtel de la Boule d'Or à l'occasion des Journées européennes du patrimoine.
- La grotte Rochefort[18] (- 300 millions d’années) qui s’est développée dans une roche calcaire, formée par des fractures géologiques dues à des mouvements depuis l’ère primaire. On peut y observer différentes formations de concrétions.   Depuis 2001, les chantiers archéologiques ont permis de découvrir des vestiges d'animaux chassés pendant la période glaciaire, des objets en os décorés, des traces d'utilisation de la cavité à des époques plus récentes (romaine et médiévale).
- Monument aux morts en hommage au combat du 15 janvier 1871[19].
- L'église possède un vitrail patriotique, réalisé en 1920, par Auguste Alleaume. Il sera restauré en 1941 à la suite des bombardements de juin 1940, et il représente un ange qui vole en portant une couronne sur un poilu mourant chrétiennement et en dessous deux couronnes portant les inscriptions Dieu et Patrie, et R.F. (pour République française). Les combles abritent une colonie de grands murins qui bénéficie d'une zone de protection de biotope[20].

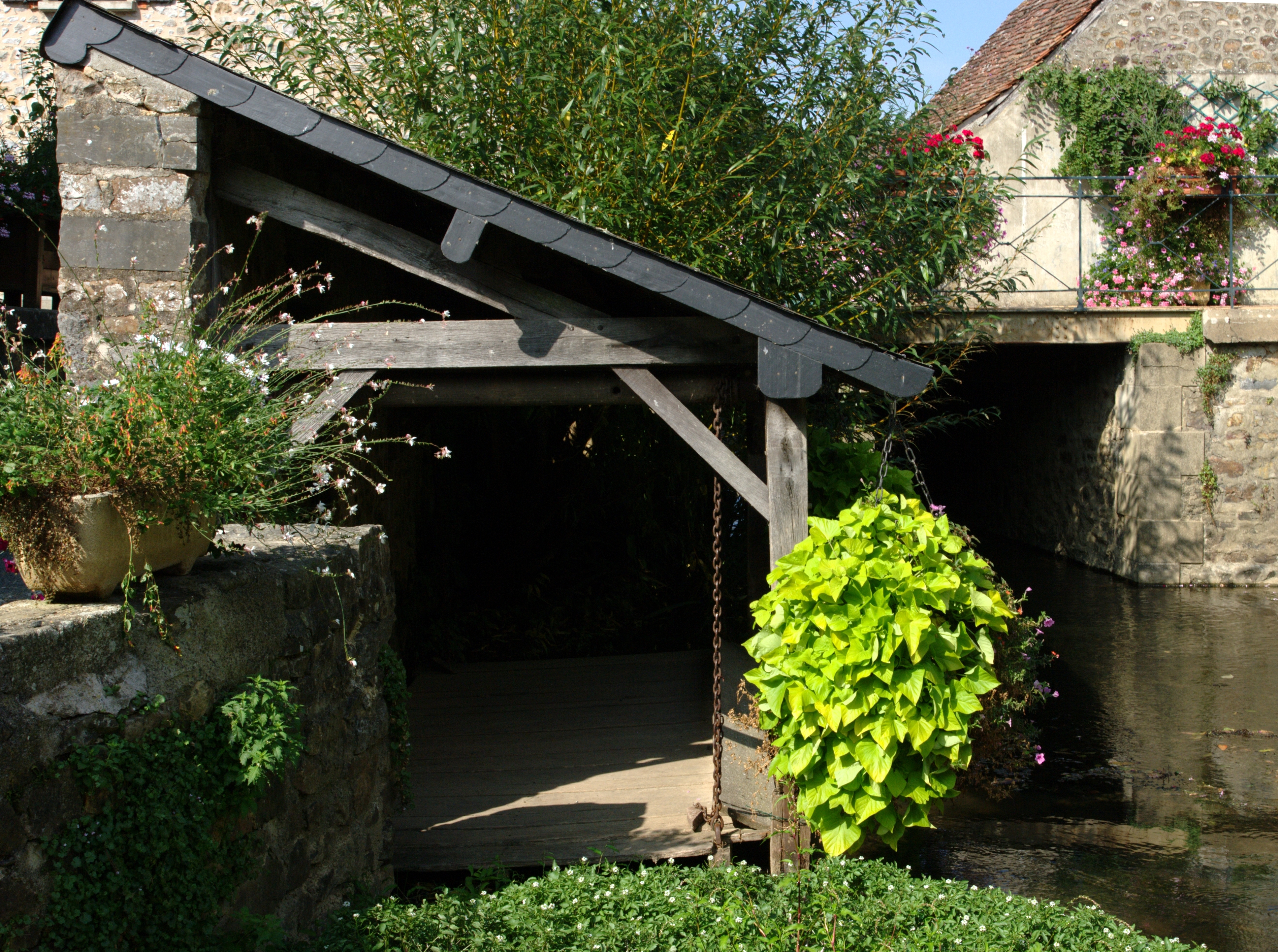
Le lavoir sur l'Erve.
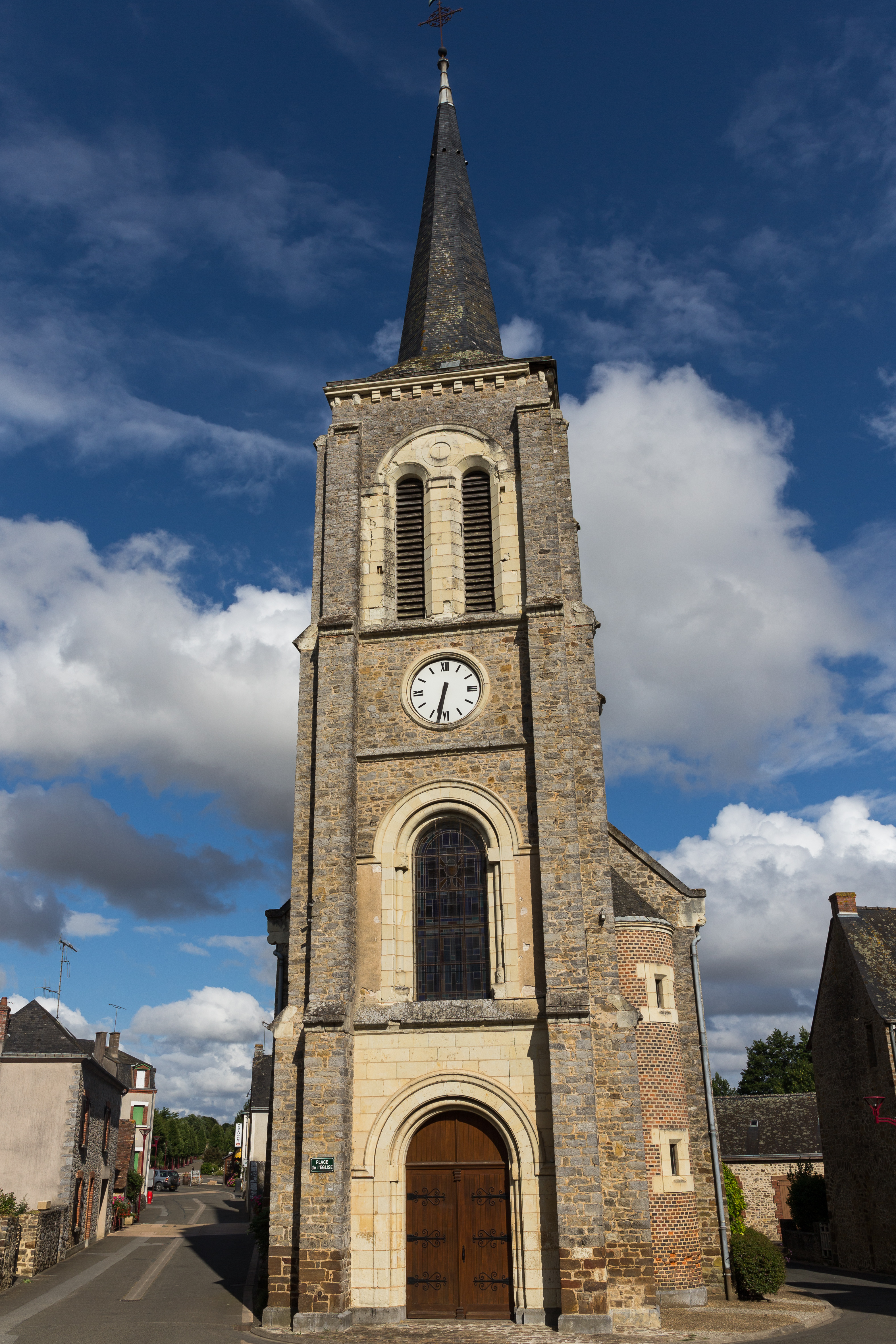
L'église Saint-Jean-Baptiste.
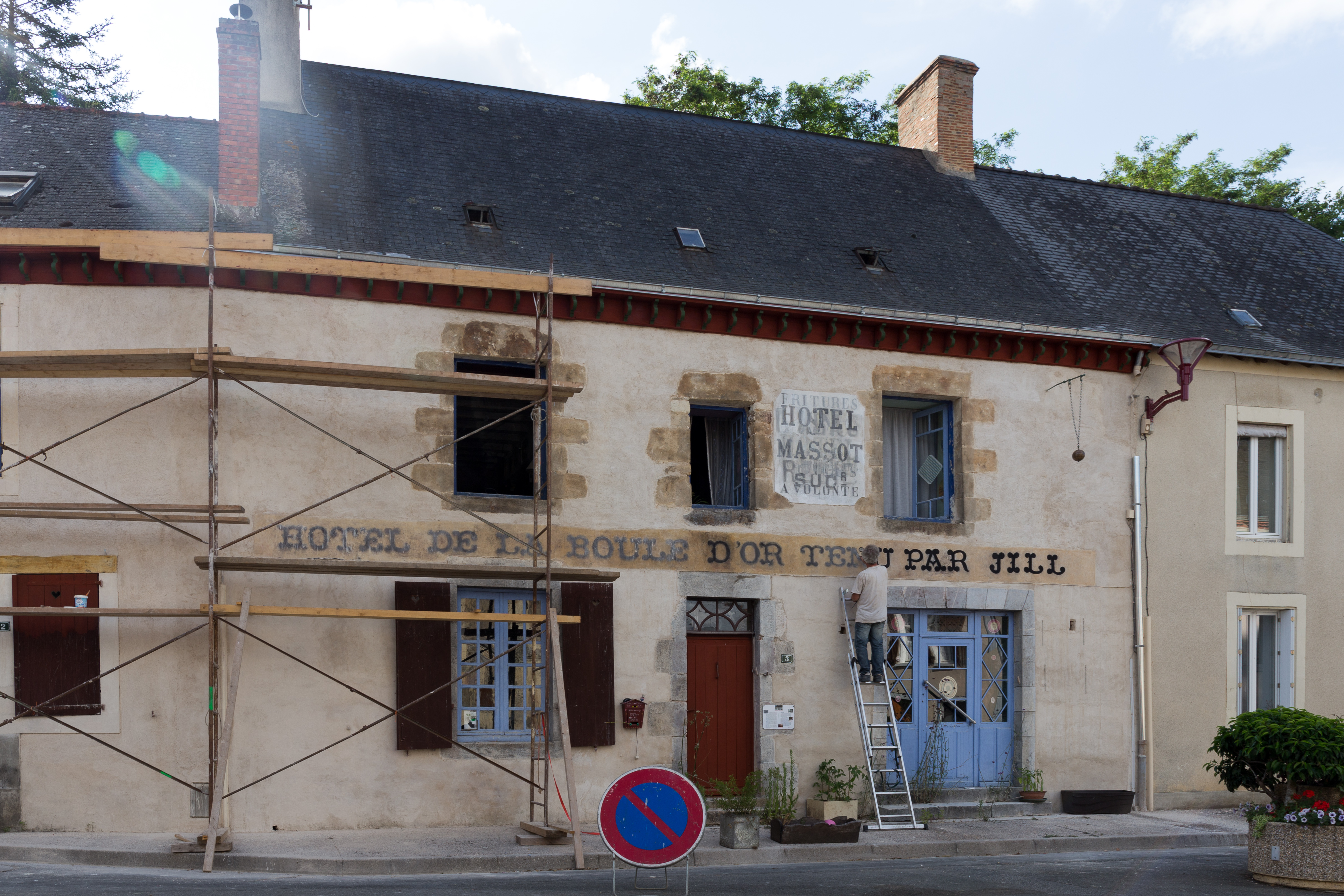
L'hôtel de la Boule d'Or.

### Personnalités liées à la commune

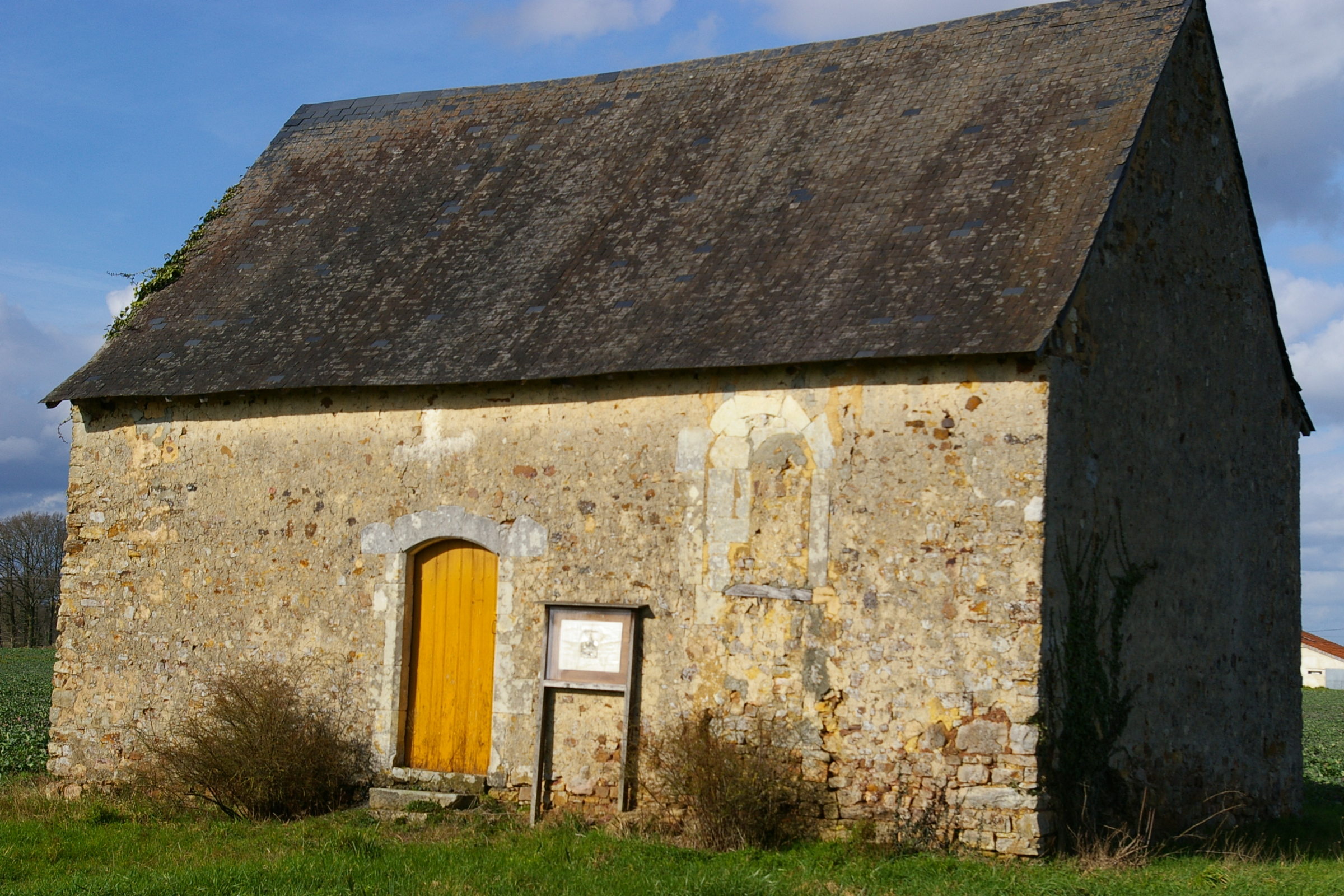
Chapelle de Perrine Dugué.

- François Bourdoiseau, dit Sans-Peur ou le Petit-Sans-Peur (né en 1772), chef chouan de la Charnie, originaire de Saint-Jean-sur-Erve ;
- Jean-François Defermon (1762 - 1840 à Saint-Jean-sur-Erve), préfet et baron d'empire ;
- Perrine Dugué (1777 - 1796 à la Loge-Bréhin, Saint-Jean-sur-Erve), assassinée par trois chouans, surnommée la « Sainte tricolore ». Inhumée dans une chapelle qui lui est dédiée, près de l'ancienne ferme de la Haute Mancellière.